# إيمان غنيم (ممثلة)
إيمان غنيم (28 نوفمبر 1986) ممثلة ومؤدية أصوات مصرية، تخرجت من كلية الفنون الجميلة ومن المعهد العالي للفنون المسرحية قسم التمثيل والاخراج ، والتحقت بمركز الإبداع وحصلت على كورس التمثيل مع المخرج «خالد جلال» وشاركت في أكثر من عمل مسرحي منها «هبوط اضطراري» و«أيامنا الحلوة» و"ياسين وبهية" و" الجلسة".... كما شاركت في أعمال درامية وإعلانات تليفزيونية عديدة...وتميزت بالأداء الصوتي للكثير من الشخصيات الكرتونية الشهيرة مثل -ساندي-صديقة سبونج بوب سكوير بانتس وغيرها من الأدوار.

## المصدر
ايمان غنيم موقع السينما

## وصلات خارجية
- إيمان غنيم على موقع IMDb (الإنجليزية)
- إيمان غنيم على موقع الدهليز
- إيمان غنيم على موقع قاعدة بيانات الأفلام العربية